# Hieronymus von Colloredo-Mansfeld
Hieronymus Joseph Franz de Paula Graf von Colloredo-Wallsee und Mels (en français : Jérôme Joseph François de Paule, comte de Colloredo-Wallsee et Mels), né le 31 mai 1732 à Vienne et mort le 20 mai 1812, fut évêque de Gurk de 1761 à 1772 et prince-archevêque de Salzbourg de 1772 à sa mort mais perdit son pouvoir temporel de prince souverain par le Recès d'Empire en 1803. Grand seigneur éclairé, le prélat est connu pour avoir été l'employeur de Michael Haydn, maître de chapelle à Salzbourg depuis 1763, et de Leopold Mozart puis du fils de celui-ci Wolfgang Amadeus Mozart.

## Biographie
Hieronymus est le cinquième de dix-huit enfants de Rudolph Joseph Graf von Colloredo-Waldsee (1706–1788) et de son épouse Maria Gabriela von Starhemberg. Son père, était un conseiller aulique (Hofrat) à la cour de l'empereur Charles VI et, au service de l'impératrice Marie-Thérèse, signataire de la paix de Füssen sur l'application de la Pragmatique Sanction en 1745. En 1763, l'empereur François Ier a élevé la famille au rang de Prince du Saint-Empire.
De faible santé dès le plus jeune âge, Hieronymus est désigné pour une carrière ecclésiastique. Il a étudié la philosophie à l'université de Vienne et la théologie au Collegium Germanicum à Rome où il a obtenu son doctorat. En 1756, il fut nommé chanoine de la cathédrale de Salzbourg. À partir de 1759, il a été auditeur de la Rote romaine à la chancellerie apostolique, au Vatican. Le 14 avril 1762, le prince-archevêque de Salzbourg, Sigismund von Schrattenbach, l'a consacré évêque de Gurk en Carinthie.

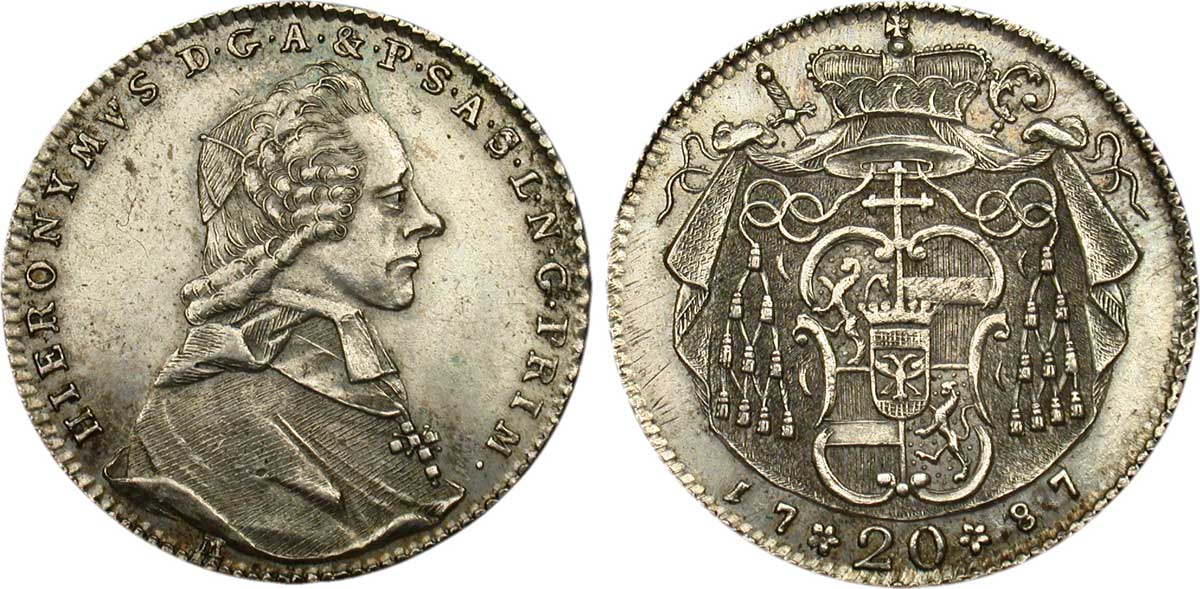
20 kreutzer de l'archevêché de Salzbourg à l'effigie de Jérôme Colloredo, 1787.

Après le décès de l'archevêque Sigismund en 1771, Colloredo était un candidat à la succession. Toutefois, sa nomination s'est heurtée à une forte opposition, en particulier de la part de l'électeur Maximilien III Joseph de Bavière. Ce n'est qu'après plusieurs tours, qu'il est entré en fonctions le 14 mars 1772.
Colloredo était un réformateur au sens des Lumières, il était proche du jansénisme. Il supprima plusieurs couvents et fraternités et également interdit des mystères, des crèches de Noël et la tenue des coutumes païennes, tels que le Samson ou des fêtes du changement de soleil; cela le rendit impopulaire face au peuple dans l'archevêché de Salzbourg.
Son esprit progressiste incita beaucoup d'universitaires, d'écrivains et de musiciens à se rendre à Salzbourg; le prince-archevêque a hautement apprécié les travaux de Michael Haydn et de Leopold Mozart et il était lui-même un violoniste doué. Il autorisa Leopold à entamer un tour d'Europe pour présenter son fils prodige aux différentes cours. Wolfgang Amadeus dédia son Concerto pour piano no 8 à la nièce de l'archevêque, la comtesse Antonia Lützow. Colloredo était cependant extrêmement gêné par les fréquentes absences des Mozart. De retour à Salzbourg après un voyage à Munich en 1781, Mozart doit suivre son employeur à Vienne, où l'archevêque le traite publiquement de « voyou » et de « crétin » avant de le congédier avec ces mots : « Mag er geh'n, ich brauch' ihn nicht ! » (« Qu'il parte, je n'ai pas besoin de lui ! »).
Comme seigneur temporel, Colloredo a suivi une politique d'indépendance vis-à-vis ses puissants voisins, l'Électorat de Bavière et l'Archiduché d'Autriche des Habsbourg. La confrontation au joséphisme autrichien et la politique anticléricale de l'empereur Joseph II était un fardeau lourd; ensuite, en 1792, la guerre de la Première Coalition a nécessité les levées de forces. Pendant la Deuxième Coalition, après la bataille de Hohenlinden en 1800, les troupes françaises sous le commandement de Jean Victor Marie Moreau entraient dans le pays de Salzbourg et Colloredo a été forcé de fuir à la cour des Habsbourg à Vienne.
En 1803, par le Recès d'Empire qui entérine les victoires de Napoléon Bonaparte et remanie profondément le Saint-Empire romain germanique, le prince-archevêque se voit confisquer son pouvoir temporel. L'archevêché est sécularisé, transformé en grand-duché de Salzbourg (avec la dignité électorale) et donné à l'ex-grand-duc Ferdinand III de Toscane, frère cadet de l'empereur, avant d'être annexé par l'empire d'Autriche en 1805.
En 1806, l'archevêque accorde des obsèques solennelles à Michael Haydn. Il meurt six ans plus tard en exil à Vienne, âgé de 79 ans.

## Fiction
Le prince-archevêque Colloredo figure dans le film Amadeus, réalisé par Miloš Forman et sorti en 1984. Dans le film, il est interprété par l'acteur américain Nicholas Kepros. Cependant, cette adaptation cinématographique d'une pièce de théâtre, Amadeus de Peter Shaffer jouée pour la première fois en 1979, contient de nombreuses imprécisions historiques.
Colloredo est également interprété par Lawrence Hanray (en) dans le film de Basil Dean, Whom the Gods Love : The Original Story of Mozart and his Wife (1936).
Dans le spectacle musical Mozart! l'archevêque tient un rôle prépondérant dans l'intrigue. Il sert d'antagoniste à Wolfgang Amadeus (dans la chanson Wo ist Mozart? [Où est Mozart ?] il chante la citation Mag er geh’n, ich brauch' ihn nicht!) mais à la fin de la comédie musicale il se rend compte que Mozart et sa musique enchantée triomphent (sa chanson Wie kann es möglich sein? nous raconte qu'il est un homme profond et religieux, qu'il dépendit toute sa vie de Dieu et de la logique, mais que Mozart, un jeune compositeur et musicien impétueux, est finalement victorieux. « Wie kann es möglich sein, dass die Vernunft, die diese Welt erhellen soll, besiegt wird vom Zauber der Musik? » (« Comment est-il possible que la logique qui est supposée illuminer ce monde soit vaincue par la magie de la musique ? »).